# Баранюк Микола Дмитрович
Микола Дмитрович Баранюк (14 березня 1944, смт Казанка Миколаївської області) — український політик. Голова Київської обласної ради 14 квітня 1998 — листопад 2000, 6 вересня 2001 — 18 вересня 2003.
Освіта: Бузький технікум механізації (1963), Київська вища школа МВС СРСР (1974), Академія МВС СРСР (1979), юрист, організатор управління.
Трудова діяльність:
1963 — водій, Казанківський міжколгоспдорбуд.
1963-66 — служба в армії.
1967-69 — механік Одеської автобази, АТП-21021 м. Херсона.
З 1969 — в органах внутрішніх справ.
1974-86 — інспектор, старший інспектор відділу карного розшуку та штабу УВС Херсонського облвиконкому, помічник головного інспектора штабу МВС УРСР, начальник відділення організаційно-аналітичної роботи відділу штабу МВС УРСР, начальник інспекторського відділу УВС Київського облвиконкому.
1986-91 — заступник начальника УВС Київ. облвиконкому.
1991-95 — 1-й заступник начальника УВС Київській області.
З 1995 — у відставці.
1995-96 — ґенеральний директор, Аґентство захисту підприємництва та особи «Безпека», м. Київ.
10.1996-03.97 — заступник голови, 03.1997-04.98 — 1-й заступник голови, Київська обласна державна адміністрація.
14.04.1998-11.2000 — голова, Київська обласна рада.
2000-01 — 1-й заступник голови, Київська обласна державна адміністрація.
06.09.2001-18.09.2003 — голова, Київська обласна рада.
04.2001-04.2005 — член Координаційної ради з питань соціального і правового захисту військовослужбовців, працівників міліції, митної служби та членів їх сімей.
Брав активну участь у ліквідації наслідків Чорнобильської катастрофи, учасник бойових подій в Афганістані.
Заслужений юрист України (1993). Заслужений працівник МВС. 1-й ранґ державного службовця (02.1999). «Орден Богдана Хмельницького» III ступеня (02.2000). Генерал-майор міліції.
Одружений, має сина і дочку.